# Togny-aux-Bœufs
Togny-aux-Bœufs è un comune francese di 141 abitanti situato nel dipartimento della Marna nella regione del Grand Est.

## Società

### Evoluzione demografica
Abitanti censiti